# Eilema antica
Eilema antica là một loài bướm đêm thuộc phân họ Arctiinae, họ Erebidae.